# Hoopstad
Hoopstad ist eine Stadt in der südafrikanischen Provinz Freistaat. Sie liegt in der Lokalgemeinde Tswelopele im Distrikt Lejweleputswa.

## Geographie
Hoopstad hatte im Jahr 2011 laut Volkszählung 1295 Einwohner. Das unmittelbar südöstlich gelegene Township Tikwana hatte im selben Jahr 14.738 Einwohner. Hoopstad liegt südlich des Bloemhof Dam am Vet.

## Geschichte
Hoopstad wurde 1876 am Rand der Farm Kameeldoorns gegründet und nach dem Landvermesser Haupt Hauptstad benannt. Auf der gegenüberliegenden Seite der Farm entstand Bultfontein. Hauptstad wurde später in eine dem Afrikaans entsprechende Form umbenannt.

## Wirtschaft und Infrastruktur
Hoopstad liegt in einem Maisanbaugebiet im Zentrum des maize triangle („Maisdreieck“).
In der Stadt steht das Mohau District Hospital.
Hoopstad liegt an der Fernstraße R34, die unter anderem Bloemhof im Nordwesten mit Wesselsbron im Osten verbindet, und an der R59, die nach Hertzogville im Südwesten und Bothaville im Nordosten führt. Die R700 führt schließlich von Hoopstad nach Bultfontein. Der Hoopstad Airport liegt nördlich der Stadt.

## Persönlichkeiten
- Amanda Coetzer (* 1971), Tennisspielerin, geboren in Hoopstad